# Compañía de Alabarderos

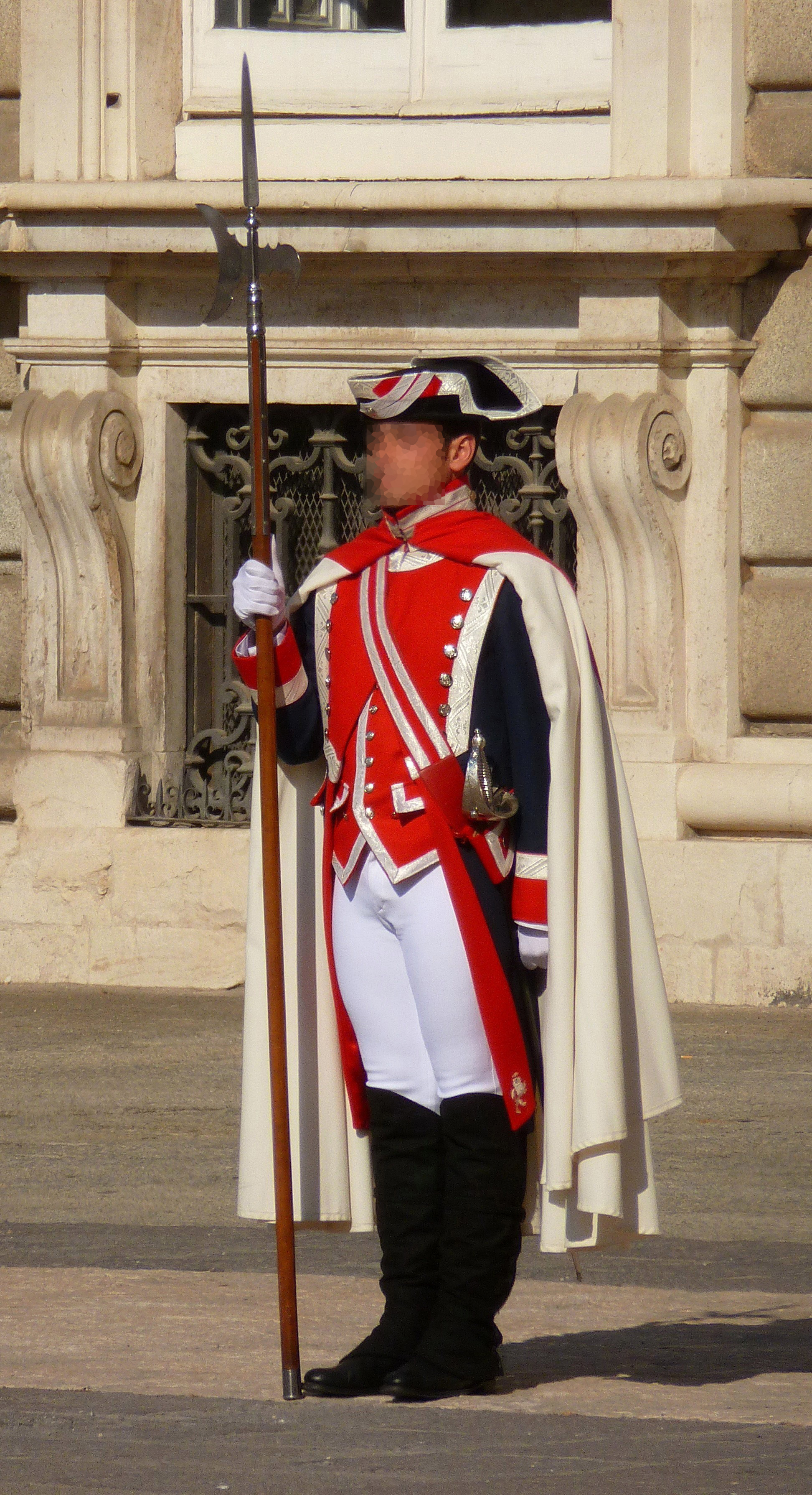
Alabardero.

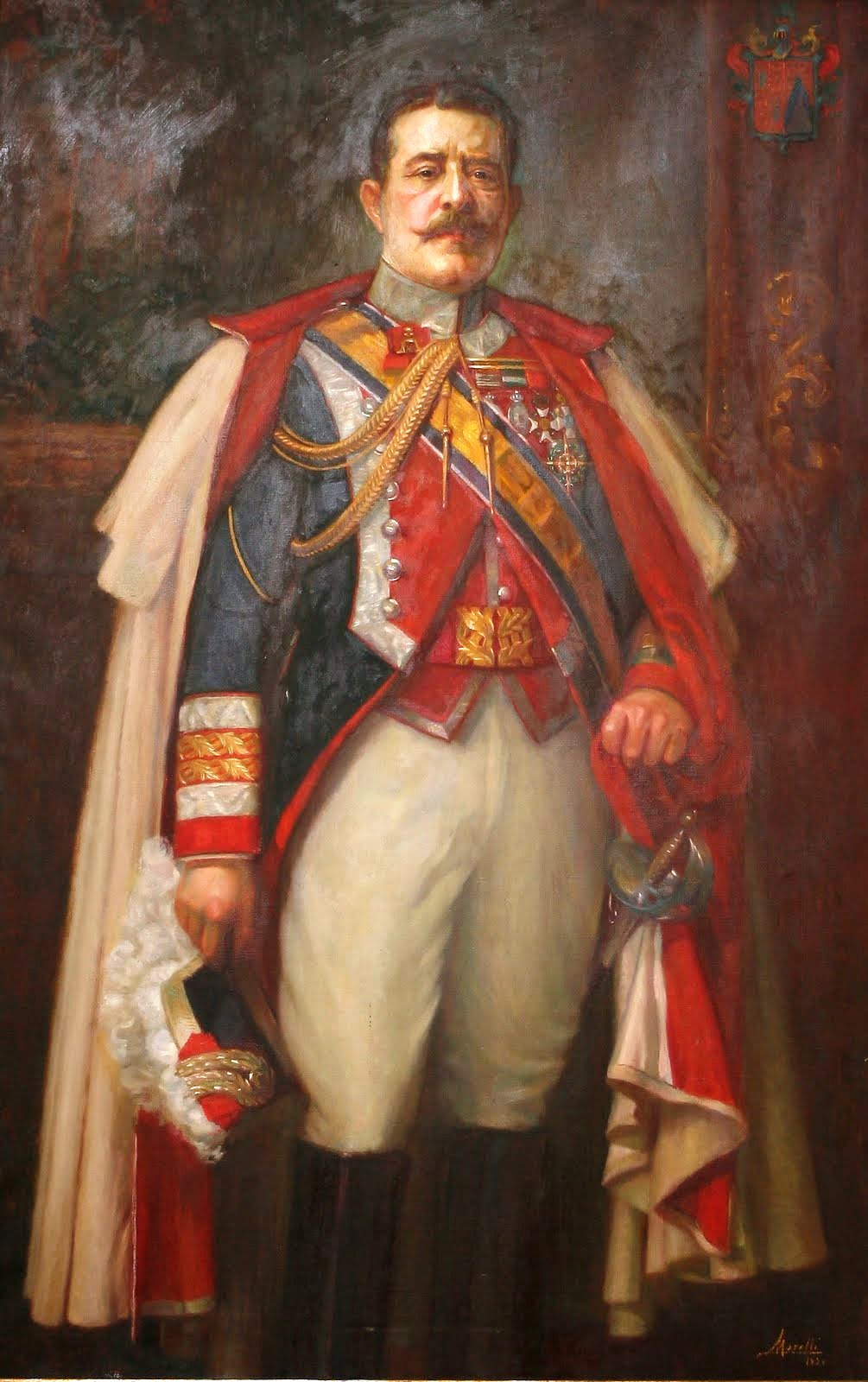
Retrato de José Cavalcanti posando con el uniforme de comandante general del Real Cuerpo de Alabarderos.

Alabardero es el individuo de las compañías del antiguo Real y Laureado Cuerpo de Guardias Alabarderos, actualmente Compañía de Reales Guardias Alabarderos, encargada en el Reino de España de la custodia de los Reales Alcázares y acompañar a los Reyes en todas sus expediciones. En España, como en las demás monarquías europeas, ha habido siempre una Guardia Especial para custodiar a los Reyes y dar realce a los actos públicos.
En la actualidad los Alabarderos están encuadrados en una sección dentro una compañía en el Grupo de Escoltas de la Guardia Real.
Son elegidos de entre otras compañías de la unidad y deben pasar un proceso de selección con distintas pruebas.
Sus componentes están formados en diferentes especialidades, cabe destacarː protección de personas, buceo, conducción operativa, tiro con arma corta y arma larga, intervención operativa, artes marciales y formación sanitaria táctica.

## Orígenes
Dinamarca fue el primer país en tener alabarderos, es decir, soldados armados con alabarda. Luego lo hizo Suiza y después las demás naciones.
En los siglos XVI y XVII se solían llamar Alabarderos o Alabardas a los Sargentos de Infantería, porque usaban esta arma, aunque de asta más corta.

## En España
Componían las guardias de los Reyes y Príncipes de los diferentes reinos peninsulares, de gente escogida por su íntima confianza y tradicional privilegio, a la saz que de otros complementarios para hacer refuerzo de escoltas, elegidos por privilegio también pero ya por su destreza y experiencia demostradas en la guerra y que tenían a su cargo la inmediata custodia del Monarca, haciendo dentro y fuera del regio alcázar un servicio análogo al que realizaban en la segunda mitad del siglo XIX el Real Cuerpo de Guardias Alabarderos y otros en España.

### Arma que utilizaban
Usaba esta guardia de los monarcas en la España Gótica espada de dos filos y partesanas, arma está muy semejante a la alabarda y que servía para herir de golpe y de punta.

## Reconquista y reconstrucción del Estado Español
Durante la Reconquista tuvieron los reyes sus guardias especiales, como los Monteros de Espinosa de la corte condal y después real de Castilla, las que al terminar la Edad Media y reformarse el Estado español tuvieron posición importante con:
- Nombres
- Uniformes
- Servicios distintos, tales como:
  - Estradiotes
  - Escolta real de los Cien Continuos
  - Archeros de Borgoña, etc.

## Creación del Cuerpo de Alabarderos en España
El Cuerpo de Alabarderos se constituyó en los primeros años del siglo XVI por disposición del Rey Fernando el Católico en 1504. El erudito Fernández de Oviedo alegó sobre el origen de esta guardia:

Guardia de Alabarderos ni Estradiotes, no hubo en Castilla en tiempo del Principe Don Juan, pero sí cuando era niño tenía ciertos capitanes a caballo cuando iban de camino los reyes Católicos. Después de la Batalla del Toro, donde fue derrotado el Rey de Portugal, Don Alonso, por el Rey católico, Don Fernando, en las márgenes del Duero, entre Toro y Zamora y después de la Toma de Granada, entró en tanta paz Castilla, que aun los mozos de espuela del Rey y los del Príncipe Don Juan, iban sin espadas, solo traían algún puñal, el que quería; pero después que el traidor Juan de Cañamares, dio la cuchillada al Rey en Barcelona, se mandó traer espadas a todos los mozos de espuela. Cuando La Reina pasó de esta vida en Medina del Campo, quedó el Rey católico de Gobernador de los Reinos de Castilla y acordó de hacer Guardia de Alabarderos e hizo Capitán de ella a Gonzalo de Ayora, su coronista, hombre diestro en las armas e perfecto soldado e de buenas calidades e partes, fijosdalgo, natural de Cordoba, é doto, é buen poeta, é orador, é en Italia había un tiempo cursado en servicio del Señor Ludovico Esforca, duque de Milan, que perdió aquel Estado.

### Vestuario
- Jubón
- Gorra
- Calzas de paño morado
- Sayo heráldico divisado por los colores rojo y blanco de las armas de Castilla y León
- Coselete sencillo
  - Peto
  - Faldón
  - Espaldar
  - Capacete

### Armas
- Espada
- Alabarda

### Estradiotes
Posteriormente se compuso este cuerpo de infantería y caballería, siendo llamados los primeros de aquella arma Estradiotes y luego Guardias de la Lancilla.

### Guardia Vieja
Carlos I, con los inválidos de estos guardias, formó la Guardia Vieja para la custodia de los infantes cuando se les ponía casa aparte, y luego se conocieron estas secciones con el nombre de Guardia Amarilla por el color de sus vestidos.

## Felipe II: Ordenanzas de los Alabarderos
Continuaron los alabarderos bajo la dirección y mando de un capitán y en 1561, siéndolo Gómez de Figueroa, Felipe II les dio su Ordenanza señalando:
- Pensiones
- Sueldos
- Obvenciones

que debían disfrutar el:
- Capitán
- Alférez
- Teniente
- Demás clases de individuos que formaban la infantería y caballería que componían la Guardia
- Se estableció el Juzgado Privativo en virtud del que conocía el capitán de todas las causas criminales motivadas por delitos de sus tropas, fijando el servicio que debían hacer a las personas Reales.

## Felipe V: Ordenanza del 6 de mayo de 1707
Continuaron rigiéndose por dicha Ordenanza y formando 3 compañías, como Guardia amarilla, hasta que Felipe V, por Ordenanza de 6 de mayo de 1707, reunió las 3 compañías en una sola con el nombre de Guardia de Alabarderos, considerándola como complemento de la Guardia de Corps, creada por Real Decreto de 1704, por lo que luego los Alabarderos se rigieron por las Ordenanzas de dichas Guardias.